# Провальская степь
«Провальская степь» (укр. «Провальський степ») — отделение Луганского природного заповедника, расположенное на территории Должанского района у границы с Россией (Луганская область, Украина). Создан — 22 декабря 1975 года. Площадь — 587,5 га. Территория с 2014 года де-факто контролируется самопровозглашённой Луганской Народной Республикой.

## История
Отделение Луганского заповедника «Провальская степь» было создано Постановлением Совета Министров УССР от 22 декабря 1975 года № 1003-р. С марта 2015 года функционирование заповедника приостановлено. В сентябре 2015 года Совмин ЛНР принял постановление об ООПТ на территории республики. В числе объектов Республиканского значения была указан Луганский природный заповедник. Филиал «Провальская степь».

## Описание
Создан с целью сохранения природных комплексов разнотравно-тыпчаково-ковылевых степей и байрачных лесов Донецкого кряжа. Отделение состоит из двух участков: Грушевый (урочище степи между балками Грушевая и Козья) и Калиновский (урочище степи с байрачными лесами между балками Верхнее Провалье и Калиновская). Рельеф степи изрезан балками и ярами. На севере к участку Грушевый примыкает село Провалье, на западе — Калинник. По территории протекают реки бассейна реки Северский Донец Верхнее Провалье и её приток Калиновая. В балке Грушевая расположен пруд Катарал.
В связи с боевыми действиями в регионе Провальская степь один из природоохранных объектов в Луганской области, пострадавших в значительной мере
Ближайший насёленный пункт — сёла Провалье и Калинник, город — Червонопартизанск и Свердловск.